# 蜂須賀休栄
蜂須賀 休栄（はちすか よしなか、1798年3月30日（寛政10年2月14日） - 1837年1月12日（天保7年12月6日））は、徳島藩の藩主一門。
徳島第8代藩主・蜂須賀宗鎮の七男である休光の四男。母は福永基直の娘。藩主一門・蜂須賀隆寛の養子となり跡を継ぐ。正室は隆寛の妹津世。子は正室津世との間に蜂須賀隆芳室・艶、側室樋富氏との間に実子の蜂須賀隆実がいる。
幼名は愛吉。通称は久之丞。天保7年12月6日没。享年39。子の隆実が跡を継ぐが嗣子はなく、娘婿の隆芳（蜂須賀昭順の子）がその跡を継いだ。隆芳の娘・倫子は宗家蜂須賀斉裕の養女となり、鷹司輔政に嫁いでいる。